# Place Charles II
La place Charles II, in francese "piazza Carlo II" , è il cuore storico della città di Charleroi, un tempo piazza d'armi della fortezza fondata nel 1666. Carlo II era re di Spagna e dei Paesi Bassi al momento della sua fondazione. Comunemente conosciuta come place de la Ville-Haute, la "piazza della città alta", ha ricevuto il suo nome di place Charles II solo nel 1912. È nota anche come place des jets d'eau, la "piazza delle fontane", per l'installazione di fontane.

## Storia
La piazza conserva ancora la pianta esagonale della fortezza spagnola, che si ispira al modello ideale rinascimentale applicato a Palmanova del 1593.
Questo pianta doveva consentire un facile movimento delle truppe tra il centro e i bastioni. Sei strade conducevano ai sei bastioni. Le strade che corrono parallele ai lati della piazza delimitano le aree edificate. Un isolato su due, quelli riservati alle abitazioni, ha una strada, due delle quali conducono a cancelli. La Porte de Bruxelles, la "porta di Bruxelles" a nord e la Porte de France la "porta di Francia" a sud-ovest. La costruzione della piazza si è evoluta mantenendo l'impianto del progetto iniziale.
Nel XIX secolo, la piazza era il luogo delle esecuzioni della pena di morte. Nel 1862, alcuni membri dell'organizzazione criminale locale della Bande Noire, la "Banda Nera", furono decapitati qui e più di 20.000 persone assistettero all'esecuzione con ghigliottina.

Nella seconda metà del XX secolo, la piazza è diventata una rotatoria e un parcheggio. Negli anni '90 la piazza è stata ristrutturata per mettere in risalto la sua pianta esagonale.

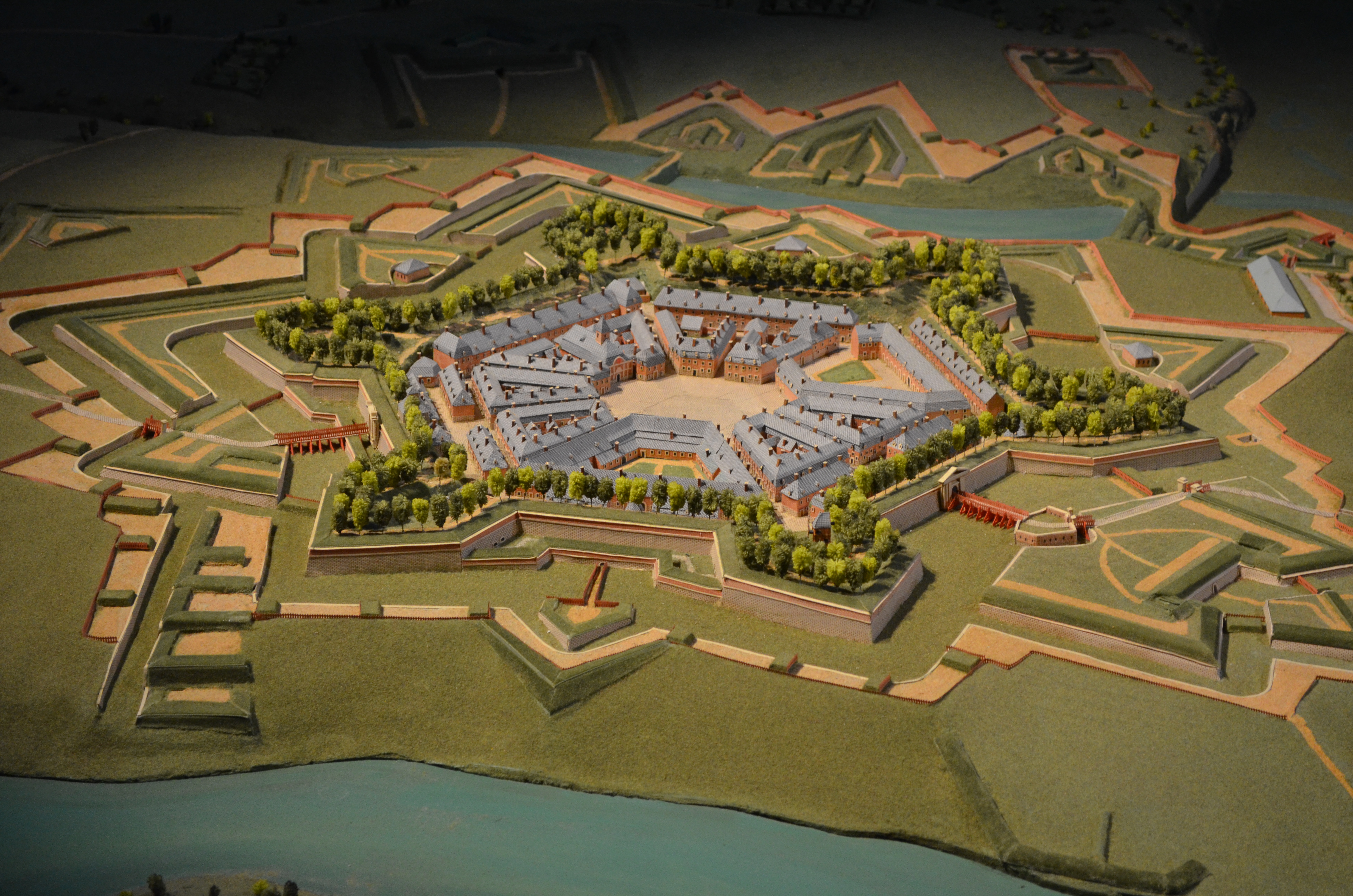
Modello in scala dopo il rilievo del 1696. Città alta vista da ovest.
La Place Charles II e le strade adiacenti. In blu, la fortezza del 1666, oggi distrutta (i numeri e le lettere si riferiscono al testo sottostante).

## Edifici principali
- A - Municipio 
In questo luogo fu inizialmente una caserma di cavalleria, poi, a metà del XIX secolo, il Palazzo di Giustizia, prima di trasferirsi in Boulevard Central (attualmente Boulevard Audent) nel 1880. L'attuale edificio risale al 1936.
- B - Chiesa di San Cristoforo
Prima dell'ampliamento del 1956 due vicoli erano attigui alla chiesa: ruelle Saint-Jacques[5] e ruelle Saint-Christophe[6].
- Al n.°23: La Maison de Huit Heures.
la "Casa delle Otto Ore" è un caffè costruito nell'isolato sud, sul sito dell vecchio ospedale militare, e prende il nome dalle rivendicazioni operaie sulla riduzione della durata lavorativa giornaliera a otto ore.

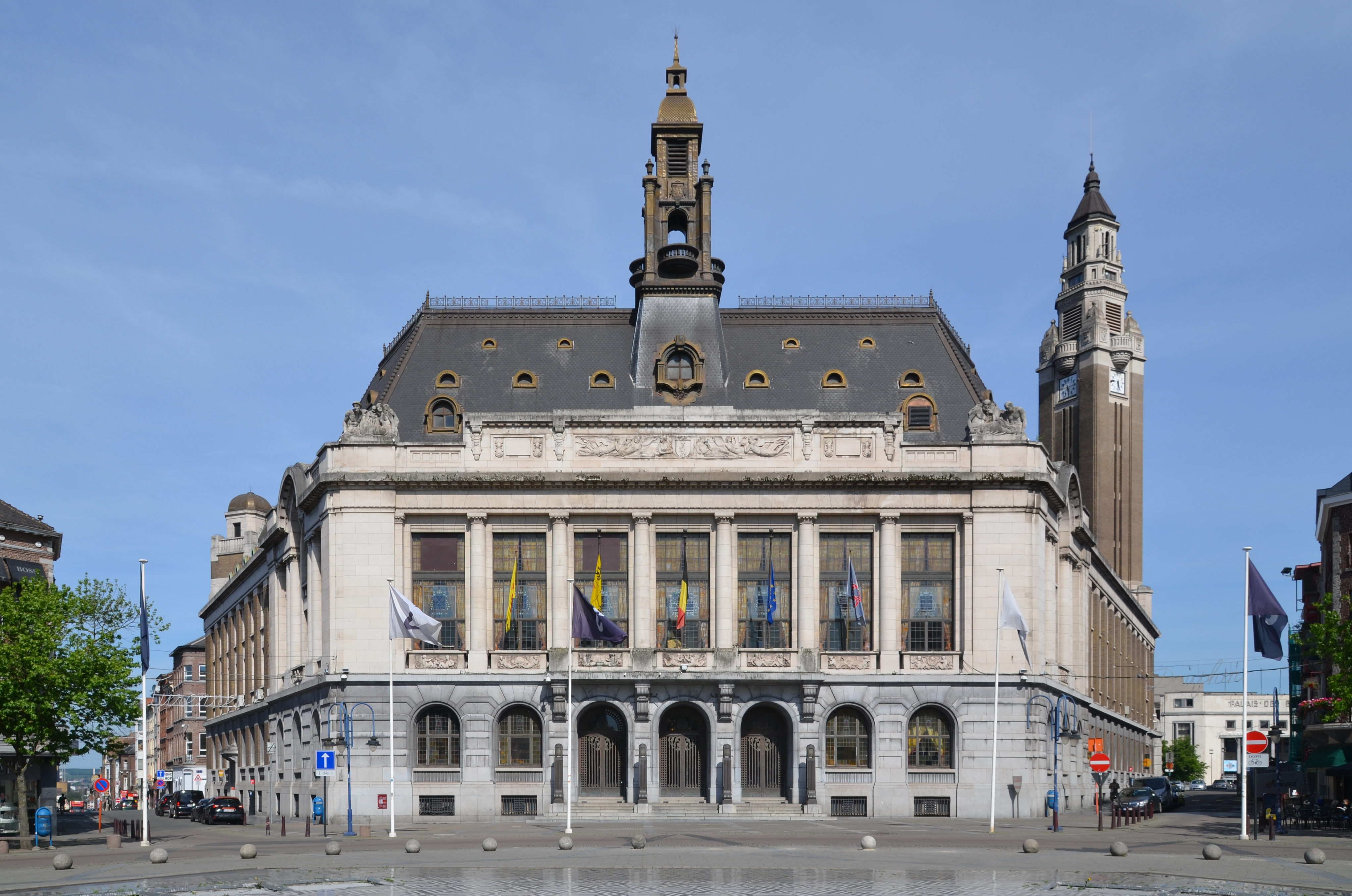
Il Municipio di Charleroi
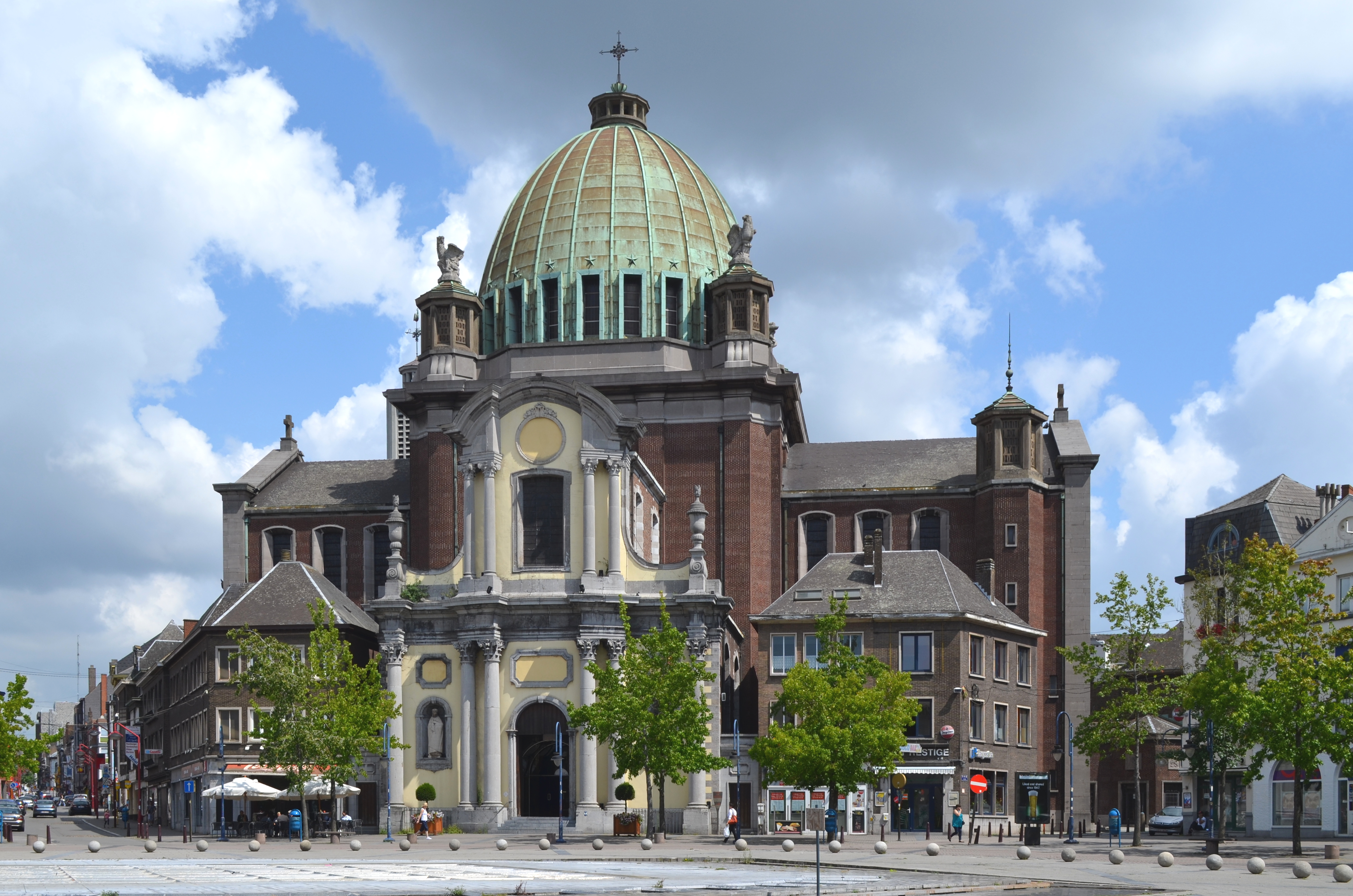
Chiesa di Saint-Christophe
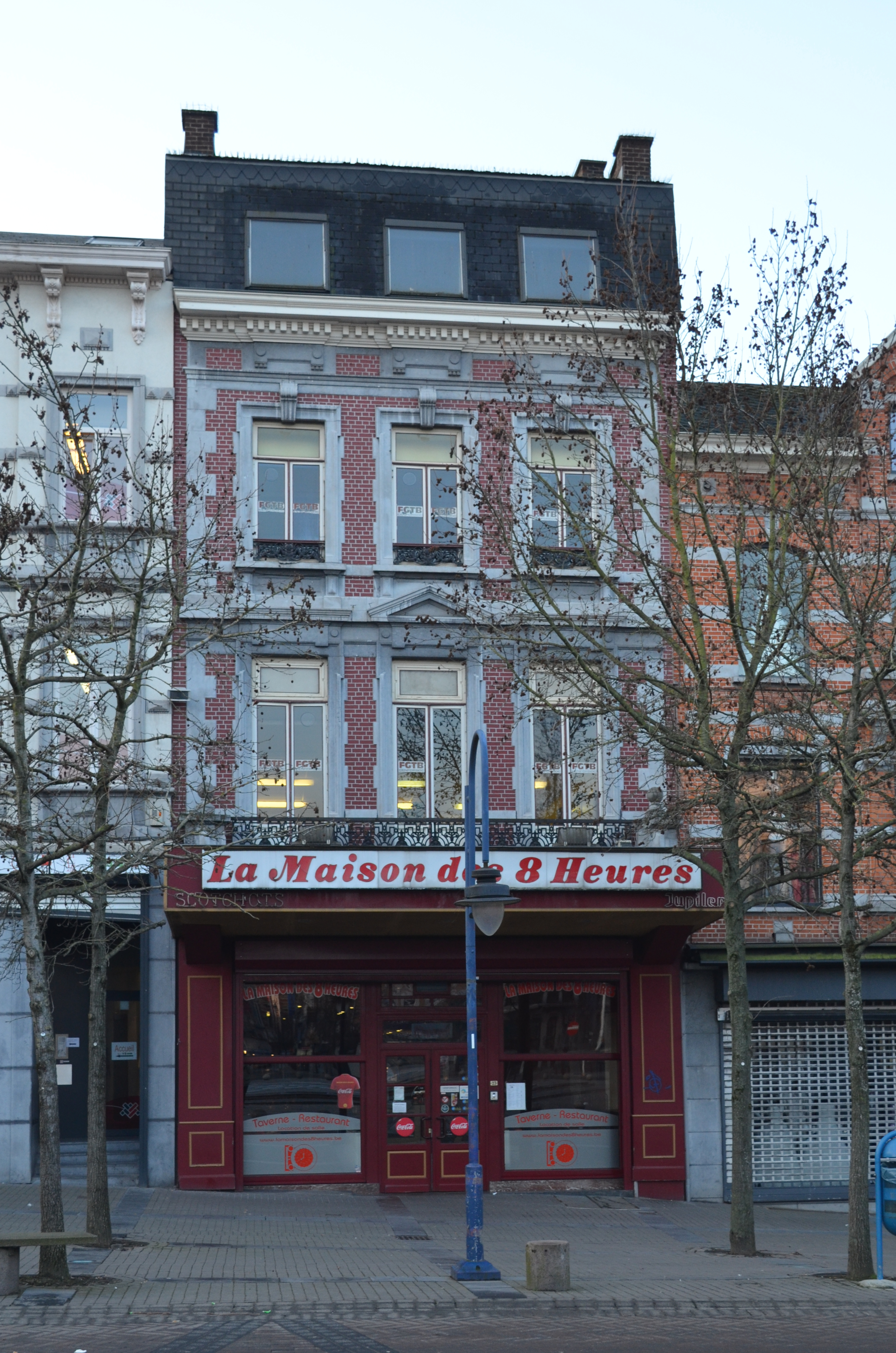
La Maison de Huit Heures

## Strade adiacenti
Nove vie conducono alla piazza. La maggior parte di esse fu nominata ufficialmente dal consiglio comunale il 30 giugno 1860. Prima di questa data, gli abitanti davano i nomi che sembravano loro più appropriati, senza tenere conto della storia o dell'etimologia.

### Rue Neuve
1. Chiamata rue de Bruxelles, la "via di Bruxelles", all'inizio del XVIII secolo perché conduceva all'omonima porta. In seguito, questo nome fu mantenuto per il tratto tra la place Charles II e la rue de l'Aigle Noir, la "via dell'Aquila Nera", mentre il resto, creato con la costruzione della fortezza olandese nel 1816, divenne la rue Neuve, la "via Nuova", (il cui nome risale al 1860). In seguito, l'intera strada prese questo nome. È stata una strada commerciale fin dalla sua creazione e dal 1873 vi fu integrato il passaggio del tranvia, ora non più presente. Ancora oggi vi rimangono alcune facciate risalenti al XIX secolo, ma con i piani terra trasformati.

### Rue de la Régence
2. All'epoca del Regno Unito dei Paesi Bassi, la Régence, la "Reggenza", faceva riferimento all'organo dei magistrati municipali oggi noto come collegio comunale. Questo è ciò a cui dobbiamo il nome di questa strada.Nel 1668, questa strada si chiamava Rue du Franc Cavalier, "via del cavaliere franco" e derivava dal nome di una fortificazione. Questo nome si trova ancora su una pianta redatta nel 1808. All'epoca, la strada terminava con un isolato triangolare che formava una sorta di blocco (si veda la pianta sopra della Ville-Haute del 1865 circa). Ai lati del blocco c'era un vicolo: la Ruelle des Étoiles, "stradina delle Stelle" a est, la Ruelle du Puits, la "strada del Pozzo" a ovest. Al di là di questo si trovava ciò che rimaneva delle fortificazioni smantellate dal 1748. Un tempo si chiamava Rue du Curé.
Quando nel 1816 fu costruita la fortezza olandese, la città alta fu estesa a nord e la nuova strada, dopo l'ingorgo, si chiamò rue de l'Arsenal, "strada dell'arsenale". Dopo la distruzione delle fortificazioni e l'ingorgo, la strada si chiamò Rue du Cavalier. Il nome rue de la Régence fu adottato nel 1922.

### Rue Vauban
3. Questa via prende il nome da Sébastien Le Prestre de Vauban, che ampliò la città dopo la presa di Luigi XIV nel 1667. Prima del 1860 era conosciuto come Chemin du Magasin à Poudre, "cammino della polveriera".

### Rue du Gouvernement
4. La "via del Governo" porta questo nome in ricordo dell'antica casa del governatore della fortezza che vi si trovava.

### Rue d'Orléans
5. Uno dei bastioni della fortezza costruita da Vauban portava questo nome in onore della famiglia Orléans. Porta questo nome dal 1860, prima di questa data portava il nome di rue du Puits d'Orléans, "via de pozzo di Orleans", in riferimento al pozzo ivi scavato.

### Rue de la Montagne
6. La "via della Montagna" è il collegamento diretto tra la città alta e bassa di Charleroi. Porta questo nome dal 1860 per la parte inferiore mentre per la parte alta, che porta alla piazza, fu chiamata rue Carlo II, "via Carlo II", fino al 1912.

### Rue de France
7. Nella fortezza di Vauban, conduceva a una porta originariamente chiamata Porte de Darmey perché forniva l'accesso a Dampremy; vecchio comune limitrofo ed ora sezione della città. Questo nome fu cambiato in Porte royale de France, "porta regale di Francia". Fu nel 1860 che la via assunse l'attuale denominazione, "via di Francia".

### Rue Turenne
8. Henri de La Tour d'Auvergne, visconte di Turenne, aveva preso Charleroi dagli spagnoli nel 1667. La strada porta il suo nome dal 1860. Prima di allora era chiamata Grande rue des cavaliers, "viale dei cavalieri", in riferimento ai lavori di fortificazione. Ai civici 2 e 4 di questa via si trova la Maison du bailli, la "casa dell'ufficiale giudiziario", legato alla famiglia locale Desandrouin. In stile Luigi XVI, questa casa fu costruita alla fine del XVIII secolo.

### Rue du Dauphin
9. Dal nome di uno dei bastioni della fortezza, chiamato Bastion du Dauphin, "Delfino", in omaggio al figlio di Luigi XIV.

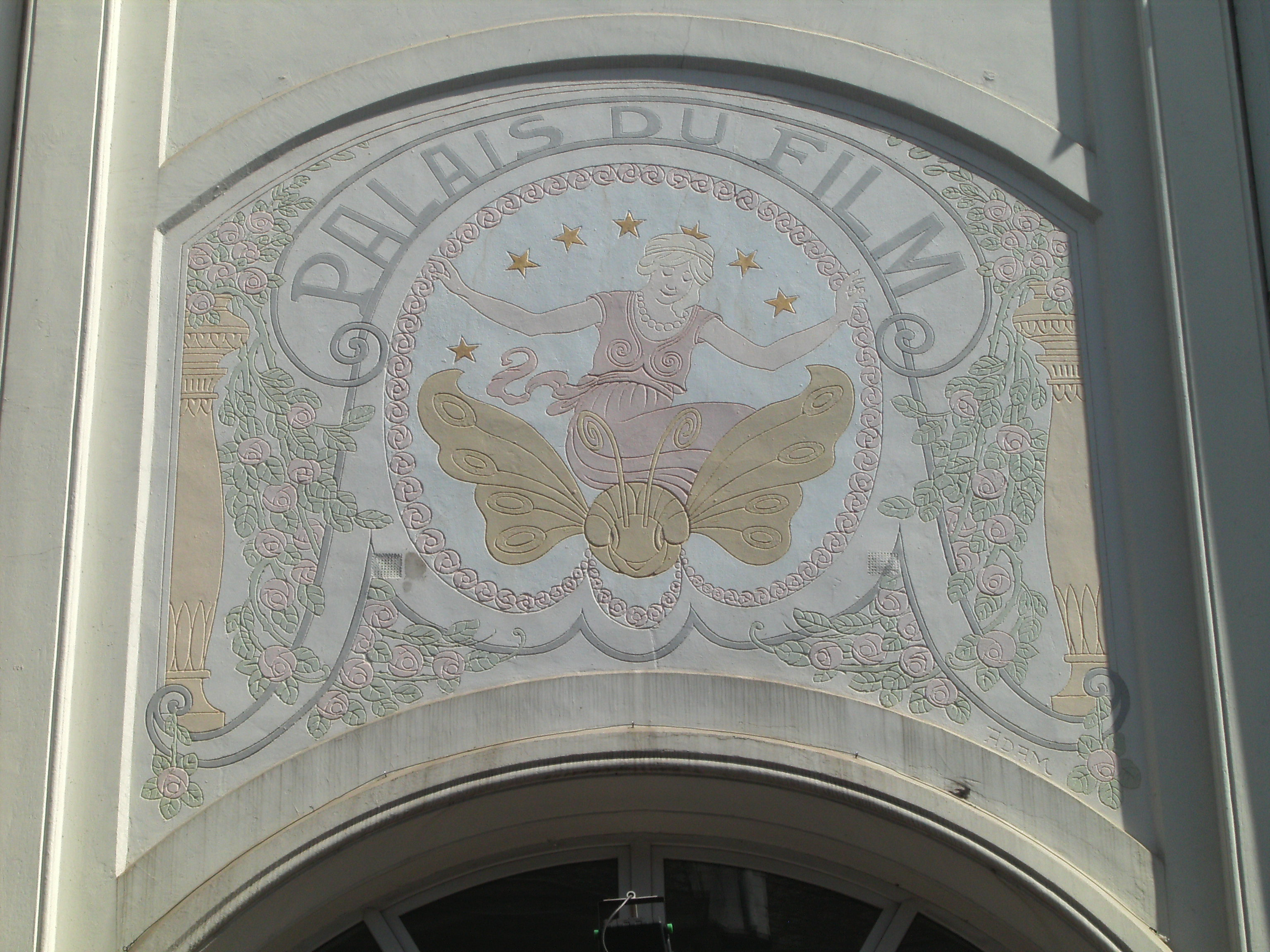
Le Palais du film, il "palazzo del film", un ex cinema in rue Neuve al nº57 che ne comprendeva molti altri. Sgraffito (ridipinto) firmato Adam .
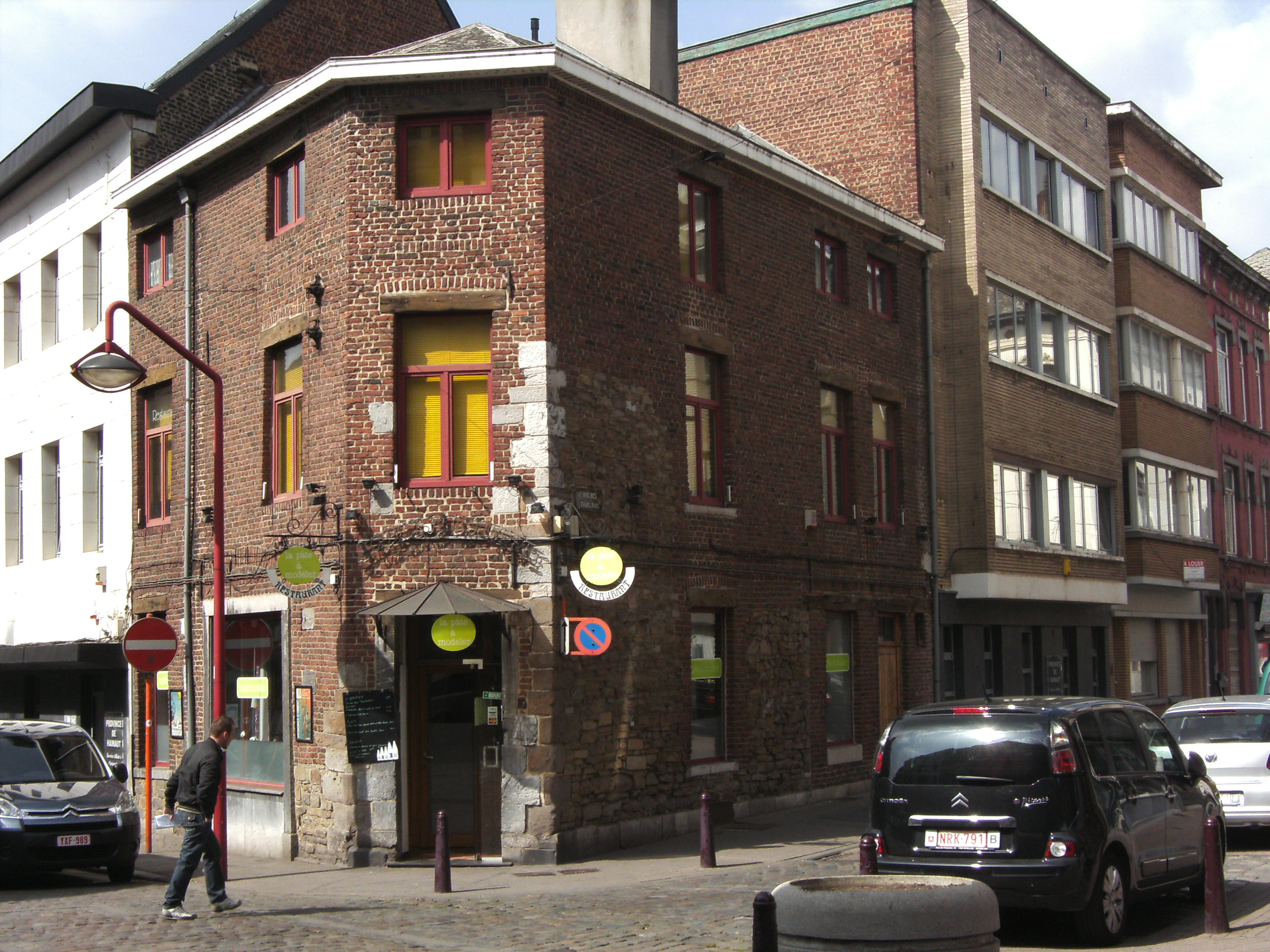
Edificio situato all'angolo tra Rue de la Régence e Rue des Trois Rois, che conserva nella facciata pietre precedenti alla sua distruzione durante l'assedio del 1693.
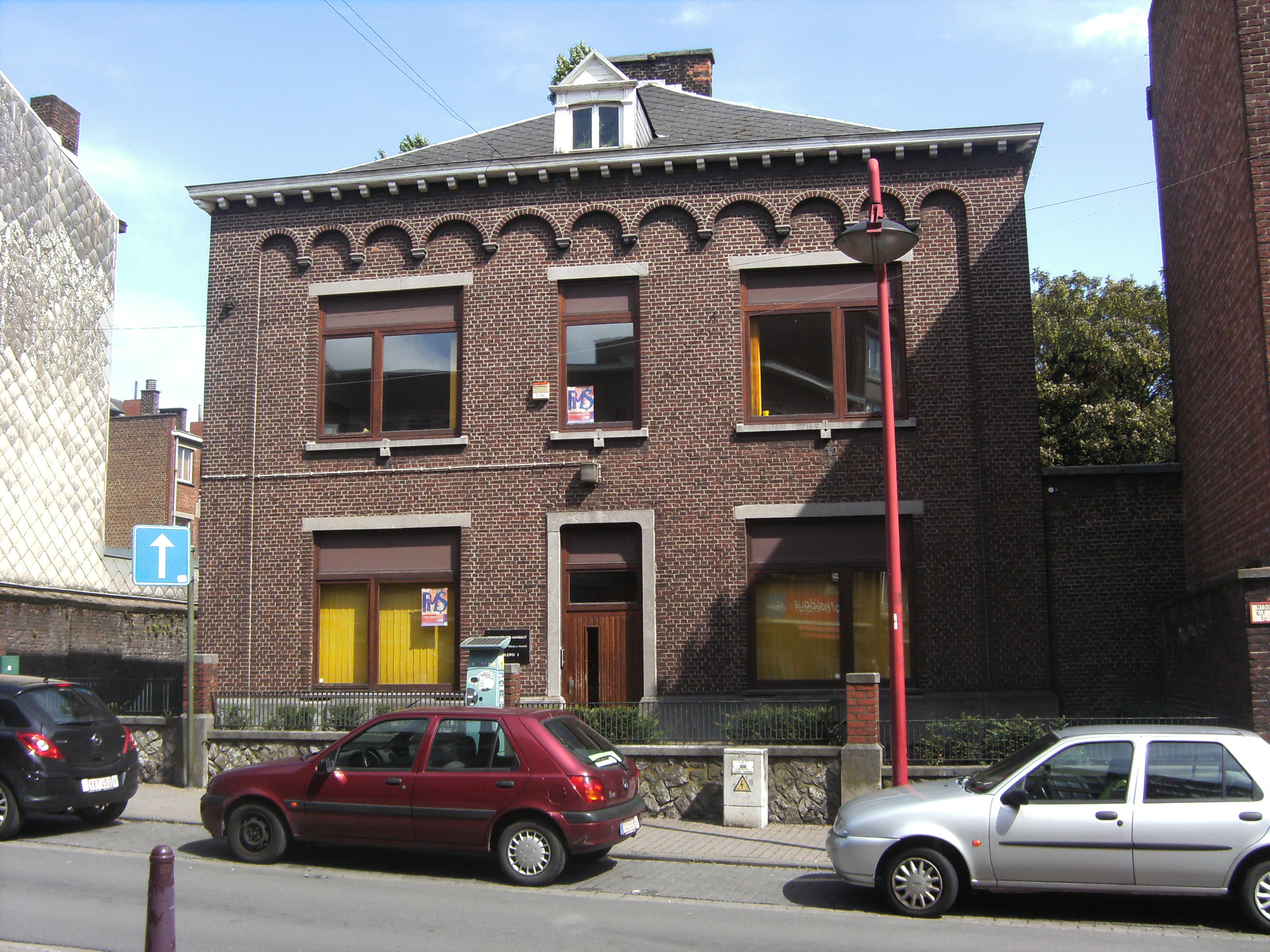
Edificio situato in rue de la Régence 19. Risalente al 1818, fu successivamente occupato dai servizi di ingegneria dell'esercito, dalla polizia giudiziaria dal 1927 al 1944 e attualmente dalla Provincia dell'Hainaut[23].
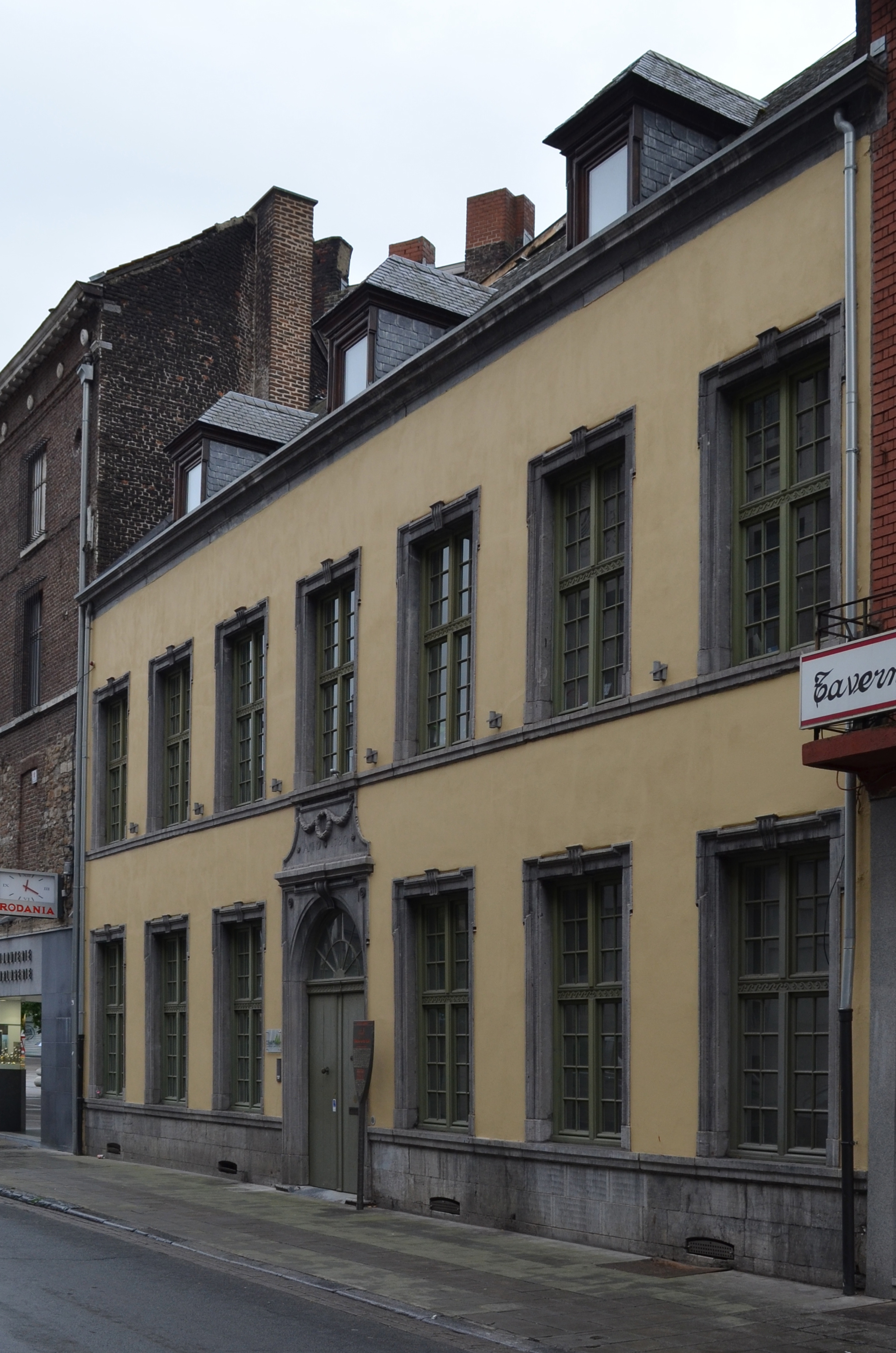
Casa dell'ufficiale giudiziario, rue Turenne 2-4.